# Jupiter i Danae
Jupiter i Danae (wł. Danae e Giove) – obraz włoskiego malarza barokowego Giovaniego Tiepola.
Temat obrazu został zaczerpnięty m.in. z Metamorfoz Owidiusza. Według relacji, ojciec Danae, Akizjos, po usłyszeniu od wyroczni delfickiej przepowiedni, jakoby do jego śmierci miał przyczynić się czynnie jego wnuk, zamknął córkę w wieży zamku, by w ten sposób uchronić się przed przeznaczeniem. Fortel Akizjosa nie zdał się na nic – Zeus dostał się do wieży pod postacią złotego deszczu i w ten sposób posiadł Danae.

## Opis obrazu
Pierwszym malarzem, który przedstawił Danae nie jako niewinną kobietę, ale jako nierządnicę był Tintoretto. Namalował obraz Danae, gdzie przedstawił ją liczącą złote monety i służkę pomagającą jej je zbierać. Tiepolo do takiego obrazu Danae dodał pierwiastek groteski. Na barokowym łożu, wśród pościeli przedstawił kobietę leżącą na boku z odsłoniętymi pośladkami. Wyraz jej twarzy wskazuje na jej znudzenie, a stojący obok Amor na próżno próbuje zmusić ją do jakiejkolwiek aktywności. Z prawej strony stara służąca o nieco karykaturalnej twarzy łapie do złotej misy złote pieniądze.
Tintoretto również w przedstawieniu Jowisza odbiegł od tradycyjnego sposobu ukazania go. Zeus nie ma żadnego przebrania, jest starym pomarszczonym starcem przybywającym do Danae na obłoku. Jego peleryna trzepocze, jego broda również poddaje się pędowi, sile z jaką przybył do łoża kobiety. U dołu pies szczeka na orła – symbol Jowisza. Artysta przeciwstawia sobie statyczność Danae i dynamikę Zeusa, ale ponad wszystko ukazuje parodie erotycznego mitu.